# Cine de violación y venganza
El cine de violación y venganza es un subgénero del cine de explotación que fue particularmente popular en la década de 1970. Este tipo de películas generalmente siguen la misma estructura de tres actos:
- Primer acto: Un personaje es violado, torturado, y/o abandonado para que muera.
- Segundo acto: El personaje sobrevive y/o se rehabilita.
- Tercer acto: El personaje toma venganza y/o mata su violador o violadores.

En algunos casos, el personaje es incapacitado o asesinado al final del primer acto, y la "venganza" es llevada a cabo por su familia, como en Akmareul boattda, la versión original de La Última Casa a la izquierda, La Casa de los espíritus y en Rambo Last Blood. 

## Historia

### Antecedentes
Se considera que la primera película en presentar el subgénero de violación y venganza fue Gefahren der Liebe, cinta alemana de 1931 dirigida por Eugen Thiele. La trama presenta a una mujer que fue violada y contrajo una enfermedad de transmisión sexual, que busca venganza contra el hombre que la violó. No obstante, no fue hasta principios de la década de 1960 cuando se acuñó el término de "cine de violación y venganza", tras el estreno de la película El manantial de la doncella del cineasta sueco Ingmar Bergman. Narra la historia de un padre que busca vengar a su hija, después de que ella muera a manos de unos pastores que abusaron sexualmente de ella durante un viaje a caballo hasta la iglesia. Bergman se inspiró en la leyenda de Per Töre, una balada medieval sueca que cuenta cómo un padre asesina a los siete violadores que atacaron a sus siete hijas, además de tomar inspiración del cine japonés, siendo Bergman particularmente aficionado del filme Rashōmon (1950), de Akira Kurosawa.
Después del estreno en Estados Unidos de El manantial de la doncella, el cineasta Wes Craven realizó su ópera prima La última casa a la izquierda en 1972. Al igual que en la película de Bergman, la trama de La última casa a la izquierda se centra en la venganza de los padres de las víctimas contra los criminales. La crítica llegó a afirmar que fue más brutal y controvertida que la de Bergman, debido a las escenas de violaciones y mutilaciones explícitas.

### Consolidación
El cine de violación y venganza alcanzó su máximo apogeo en la década de 1970, destacando películas como Straw Dogs de Sam Peckinpah, Death Wish de Michael Winner, Lipstick de Lamont Johnson y I Spit on Your Grave de Meir Zarchi; algunas de ellas se proyectan principalmente en salas convencionales, mientras que otras se proyectan de forma independiente en cines clandestinos como películas de explotación. De hecho, durante los años 70 y 80, el creciente interés por este subgénero cinematográfico hizo que proliferaran un gran número de películas de cine B enfocadas en la violación y posterior venganza de sus protagonistas, muchas de ellas estrenadas directamente para la televisión o en pocas salas de cine. Estas cintas de explotación y de bajo presupuesto prestaban especial atención al sexo explícito, el erotismo, la violencia física, la utilización de armas, el gore y el asesinato para la construcción de su argumento principal.
En otros países podemos citar ejemplos como Thriller - en grym film, película sueca de 1973 que codificó definitivamente la ética y el desarrollo de este subgénero en Europa, a pesar de estar prohibida permanentemente en su país, o la película filipina Insiang, del director Lino Brocka. Aunque menos común, también hay cintas que exploran la violación y venganza posterior de un hombre hacia su violador, como es el caso de Deliverance (1972), de John Boorman.

### Declive y renovado interés
En Francia a comienzos del siglo XXI, se popularizó el movimiento del Nuevo extremismo francés, con películas de carácter transgresor que en muchas ocasiones representaban a personajes que, tras una violación, deciden vengarse de aquellos que cometieron el crimen. Ejemplos de cintas enmarcadas dentro de este periodo está Baise-moi (2000) de Virginie Despentes y Coralie Trinh Thi o la película de Gaspar Noé Irréversible (2002). En este último caso la estructura se invierte, con el primer acto que representa la venganza antes de trazar de nuevo los acontecimientos que condujeron a ese punto. Roger Ebert argumenta que, mediante el uso de esta estructura, así como una venganza falsa, Irréversible no puede ser clasificada como una película de explotación, ya que no toma parte en la película ninguna explotación del sujeto de la materia. Además de películas americanas y francesas, también hay exponentes puntuales en otros países, como en Japón con Freeze Me (2000) de Takashi Ishii.
En esta época también hay intentos por realizar remakes y nuevas adaptaciones de algunas de las películas más exitosas de los años 70. En 2006, Rogue Pictures finalizó un acuerdo para grabar una versión nueva de La Última Casa a la izquierda, cuyo remake fue estrenado en 2009. Esta nueva adaptación, protagonizada por Tony Goldwyn y Monica Potter, estuvo producida por Wes Craven, guionista y productor de la película original. Otra de las películas adaptadas fue I Spit on Your Grave, cuyo polémico remake protagonizado por Sarah Butler y Chad Lindberg fue estrenado en todo el mundo en 2010, seguido de una secuela, titulada I Spit on Your Grave 2, en 2013. No obstante, seguirá habiendo directores interesados en llevar a la gran pantalla proyectos originales, como es el caso de la película argentina de 2008 No moriré sola de Adrián García Bogliano.
Otras películas que incluyen una subtrama relacionada con la violación y venganza son los thrillers psicológicos como Dogville (2003) de Lars von Trier, Elle (2016) de Paul Verhoeven o Rambo Last Blood (2019) de Adrian Grunberg. De igual manera, muchas directoras y cineastas han querido probar suerte en el género para subvertir sus códigos, dando como resultado películas como Revenge (2017) de Coralie Fargeat, The Nightingale (2018) de Jennifer Kent o Promising Young Woman (2020) de Emerald Fennell. Este último ejemplo revitalizó el subgénero y cosechó múltiples premios y nominaciones internacionales.

## Controversias
Desde sus inicios, este subgénero ha atraído la atención crítica. Mucha de esta atención crítica proviene de críticos de género que examinan las políticas complejas implicadas en el mismo y su impacto en el cine más generalmente. Más recientemente, un análisis extenso del género fue publicado bajo el título Cine de Violación y Venganza: Un Estudio Crítico, por Alexandra Heller-Nicholas. El libro argumenta contra una idea simplista del término 'violación-venganza' y sugiere un enfoque específico de las películas con el fin de evitar su generalización, lo que puede «divergir no sobre el tratamiento de la agresión sexual tanto como lo hacen en lo que se refiere a la moralidad del acto de venganza».